# Stefan Berislavić
Stefan Berislavić serb. Стефан Бериславић (ur. ok. 1505, zm. 1535) – despota serbski na Węgrzech latach 1520-1535. 
Był synem Ivaniša Berislavicza. W chwili śmierci ojca miał zaledwie dziesięć lat. Stąd tytuł despoty, przyznano mu dopiero w 1520 roku. Regencję w jego imieniu sprawowała matka Helena Jakšić. Po klęsce Węgrów w bitwie pod Mohaczem w 1526 roku i śmierci króla Ludwika II Jagiellończyka w walce o tron węgierski poparł Ferdynanda I Habsburga. 